# Werner Klemm
Werner Klemm (* 28. Januar 1948) ist ein ehemaliger deutscher Fußballspieler, der 1968/69 in der DDR-Oberliga, der höchsten Spielklasse im DDR-Fußball, für den FC Karl-Marx-Stadt spielte.

## Sportliche Laufbahn
Im Alter von 21 Jahren bestritt Werner Klemm in der Saison 1968/69 als Neuling des FC Karl-Marx-Stadt (FCK) seine einzigen drei Oberligaspiele. Diese absolvierte er als Abwehr- bzw. Mittelfeldspieler am 17, 24. und 25. Spieltag. Obwohl er für die Spielzeit 1969/70 offiziell für das Oberligateam des FCK gemeldet worden war, kam er in der Oberliga nicht zum Einsatz. Die Karl-Marx-Städter mussten nach dieser Saison in die DDR-Liga absteigen. Klemm wurde wieder für die 1. Mannschaft nominiert, wurde aber erneut nur wieder in drei Punktspielen aufgeboten. Dabei spielte er nur in einer Begegnung von Beginn an. Im Mai 1971 wurde er für 18 Monate zum Wehrdienst in der Nationalen Volksarmee einberufen. Während dieser Zeit konnte er bei der Armeesportgemeinschaft (ASG) Vorwärts Löbau in der DDR-Liga weiter Fußball spielen. Dort entwickelte er sich zum Stammspieler und bestritt in der Saison 1971/72 alle 20 Punktspiele der ASG. Nach seiner Entlassung aus der Armee kehrte er zum FC Karl-Marx-Stadt zurück, wurde dort aber nur in der 2. Mannschaft eingesetzt, die inzwischen in der DDR-Liga spielte. Dort kam er 1972/73 in 11 und 1973/74 in 19 von jeweils 22 Punktspielen zum Einsatz. Nachdem die 2. Mannschaft 1974 wieder aus der DDR-Liga abgestiegen war, kehrte Klemm nicht wieder in den höheren Ligenbetrieb zurück. Innerhalb von sechs Spielzeiten hatte er drei Oberligaspiele und 53 Spiele in der DDR-Liga absolviert. Als Defensivspieler hatte er keine Tore erzielt.